# Alianza Fútbol Club (féminines)
Ne doit pas être confondu avec Alianza Lima ou Alianza FC (Colombie).
La section féminine de l'Alianza FC est un club féminin de football salvadorien basé à San Salvador.

## Histoire
En 2018, l'Alianza termine à la troisième place du tournoi interclubs de l'UNCAF. Le club remporte ensuite le tournoi d'ouverture 2018-2019. Les Salvadoriennes réitèrent leur performance lors du tournoi de l'UNCAF 2019 en décrochant à nouveau la troisième place
L'Alianza remporte son quatrième titre lors du tournoi d'ouverture 2019 en battant le FAS (4-2). Le club domine à nouveau le FAS (3-1) en finale du tournoi d'ouverture 2020 et remporte son cinquième titre.
Lors du tournoi d'ouverture 2022-2023, l'Alianza perd en finale face à Santa Tecla (3-2).
L'Alianza atteint la finale du tournoi de l'UNCAF en 2024, perdant lourdement contre Santa Fe (4-0). Le club participe à la première édition de la Coupe des champions féminine de la CONCACAF, où il s'incline dès le tour préliminaire face aux Vancouver Whitecaps.

## Palmarès
Championnat du Salvador (10) :
- Champion en 2017-2018 (ap. et cl.), 2018-2019 (ap.), 2019-2020 (ap.), 2020-2021 (ap.), 2021-2022 (ap.), 2023-2024 (ap. et cl.) et 2024-2025 (ap. et cl.)
- Finaliste en 2017 (cl.), 2020-2021 (cl.), 2021-2022 (cl.) et 2022-2023 (ap.)

Tournoi interclubs de l'UNCAF (0) :
- Finaliste en 2024